# Ирцих
Ирцих (њем. Ürzig) општина је у њемачкој савезној држави Рајна-Палатинат. Једно је од 107 општинских средишта округа Бернкастел-Витлих. Према процјени из 2010. у општини је живјело 882 становника. Посједује регионалну шифру (AGS) 7231125.

## Географски и демографски подаци
Ирцих се налази у савезној држави Рајна-Палатинат у округу Бернкастел-Витлих. Општина се налази на надморској висини од 104 метра. Површина општине износи 6,0 km². У самом мјесту је, према процјени из 2010. године, живјело 882 становника. Просјечна густина становништва износи 146 становника/km².

## Међународна сарадња
| Мјесто       | Држава    | Врста сарадње | Од    |
| ------------ | --------- | ------------- | ----- |
| Алокс Кортон | Француска | партнерство   | 1966. |
|              | Француска | партнерство   | 1966. |
| Извор        |           |               |       |